# Sikorsky CH-53E Super Stallion
Sikorsky CH-53E Super Stallion – amerykański ciężki śmigłowiec transportowy, trójsilnikowa wersja rozwojowa CH-53 Sea Stallion, do śmigłowca dodano też siódmą łopatę wirnika, zarówno ogon, jak i wirnik główny są składane. Silniki T64-GE-413 z CH-53D o mocy 3925 KM zastąpiono T64-GE-416/A o mocy 4380 KM, udźwig wzrósł do 13 600 kg w kabinie lub 14 500 kg na podwieszeniu. Używany też do taktycznego przerzutu sprzętu lub misji ratunkowych, śmigłowce mogą tankować w locie.
Śmigłowiec jest przeznaczony szczególnie do zadań nad akwenami morskimi. Moc zespołu napędowego jest tak dobrana, że śmigłowiec do wykonania zadania wymaga pracy dwóch silników. Podczas zawisów, operacji desantowych i wszędzie tam, gdzie jest zwiększone zapotrzebowanie na moc, pracują trzy silniki na zmniejszonej mocy. W razie awarii jednego silnika dwa pozostałe przechodzą automatycznie na moc znamionową i śmigłowiec ten może kontynuować wykonywanie zadania.
W 1967 Korpus piechoty morskiej poszukiwał nowego śmigłowca dla uniwersalnych okrętów desantowych o udźwigu 1,8 razy większym od CH-53D. W 1968 Sikorsky zaproponował rozwojową wersję S-65 (CH-53) o oznaczeniu producenta S-80. Śmigłowiec wszedł do służby w 1981. CH-53E jest w stanie udźwignąć wszystkie statki powietrzne w służbie USMC (z wyjątkiem C-130), na zewnętrznym podwieszeniu przenosi więc m.in. uszkodzone śmigłowce oraz działa. Opracowywany jest wariant CH-53K z nowymi silnikami, powiększoną kabiną i kompozytowymi wirnikami.
W 1991 CH-53E ewakuowały personel ambasady USA w Mogadiszu, w 1995 podjęły pilota zestrzelonego nad Bośnią, od 2001 intensywnie używane podczas operacji w Afganistanie i Iraku do zadań zaopatrzeniowych. Od 1984 utracono łącznie 13 amerykańskich CH-53E i 7 MH-53E oraz jeden japoński MH-53E, problemy powodował też dodatkowy silnik nr 2. Godzina lotu śmigłowca kosztuje 20 000 USD i wymaga 44 roboczogodzin obsługi.

## Wersje
- YCH-53E – prototyp oblatany w 1974
- CH-53E Super Stallion – wersja transportowy dla USMC, 177 sztuk
- MH-53E Sea Dragon – wersja zwalczania min dla US Navy, oblatany w 1981, w służbie od 1986, 46 sztuk
- S-80-M-1 – oznaczenie MH-53E dla Japonii, 11 sztuk
- CH-53K King Stallion – nowa wersja dla USMC, oblatana 27 października 2015, planowany zakup od 156 do 227 sztuk

## Użytkownicy
Japonia
- Japońskie Morskie Siły Samoobrony
  - Eskadra 111 (8 z 11 MH-53E, 1 utracono w 1996. Zastąpowane przez MCH-101)

 Stany Zjednoczone
- United States Marine Corps (146 CH-53E w 2016)
  - HMH-361
  - HMH-366
  - HMH-461
  - HMH-462
  - HMH-464
  - HMH-465
  - HMH-466
  - HMH-769
  - HMH-772
- United States Navy (27 MH-53E w 2016)
  - HC-1
  - HC-4
  - HM-12
  - HM-14
  - HM-15
  - HM-16
  - HM-18
  - HM-19

|  |  |  |